# Szász Attila
Szász Attila (Szolnok, 1972. október 23. –) Balázs Béla-díjas magyar televíziós- és filmrendező, forgatókönyvíró, producer, újságíró. 

## Életpályája
Szülővárosában 1991-ben érettségizett a Verseghy Ferenc Gimnáziumban. 1992–1996 között a Színház- és Filmművészeti Főiskola hallgatója volt, ahol producerként diplomázott. Előbb filmkritikusként dolgozott, majd saját filmes céget alapított és filmforgalmazással kezdett el foglalkozni. Később a PR szakmában is kipróbálta magát, dolgozott többek között a Vodafone-nak és a McDonald’s-nak is. 2000-ben a VOX magazin főszerkesztője lett. 2001-ben készítette el első reklámfilmjét, majd felhagyott az újságírással. Első kisfilmjét 2004-ben készítette.
Felesége Salacz Dóra, akivel 2002-ben kötött házasságot. Két gyermekük van, Szász Albert és Szász Vilmos.

## Rendezései

### Játékfilmek
- Apró mesék (2019)
- Félvilág (2015)

### Tévéfilmek
- Örök tél (2018)
- A berni követ (2014)

### Sorozatok
- Hunyadi (2025)

### Egyéb
- Most látszom, most nem látszom (2005)

### Rövidfilmek
Eger, 1552 (2022)

## Producerként
- Áldott állapot (1998)

## Díjai és elismerései
- Balázs Béla-díj (2017)
- Legjobb rendezés díja a montreali filmfesztiválon (2018, Örök tél)[6]
- Az Örök tél című alkotása a legjobb európai tévéfilmnek járó díjat kapta a berlini Prix Europa fesztiválon.[7]
- Arany Medál díj (2019)[8]
- Chicagoi Nemzetközi Gyerekfilm Fesztivál, Legjobb rövid gyermekfilm kategória, 2. hely az Eger, 1552 rövidfilmmel (2022).[5]

## Portré
- Kontúr – Szász Attila (2025)